# المرصص
المرصص هي قرية فلسطينية، احتلت وهجر سكانها بالكامل خلال النكبة عام 1948، تقع إلى الشمال من مدينة بيسان، على بعد 7 كم منها وترتفع 100م عن سطح البحر. تقع القرية جغرافيًا بين وادي العشة في شمالها ووادي جالود؛ وتبلغ مساحة أراضيها (14,477) دونماً وتحيط بها قرى جبول وشطة. قدر عدد سكانها عام 1922 حوالي (312) نسمة، وعام 1945 بلغ العدد (460) نسمة.
تضم القرية (بركة الفخت) في الجنوب وتحتوي على صهريج معقود. قامت المنظمات الصهيونية المسلحة بهدم القرية وتشريد أهلها البالغ عددهم عام 48 حوالي (534) نسمة، وكان ذلك في 1948، ويبلغ مجموع اللاجئين من هذه القرية في عام 1998 حوالي (3,277) نسمة.

## القرية اليوم
موقع القرية اليوم جزء من منطقة زراعية تستغلها مستعمرتا سدي ناحوم وبيت هاشيطه. والمعالم الوحيدة الباقية في المنطقة هي أعمدة الهاتف، وكوخ صغير. وثمة تل صغير في الموقع تحيط به الحقول المزروعة؛ وهو مغطّى بالركام.
عشائر المرصرص هي السكجي و الديارنه وأبو همام والجبعي وآل كميل و آل الخطيب (الشريف).

## المغتصبات الصهيونية على أراضي القرية

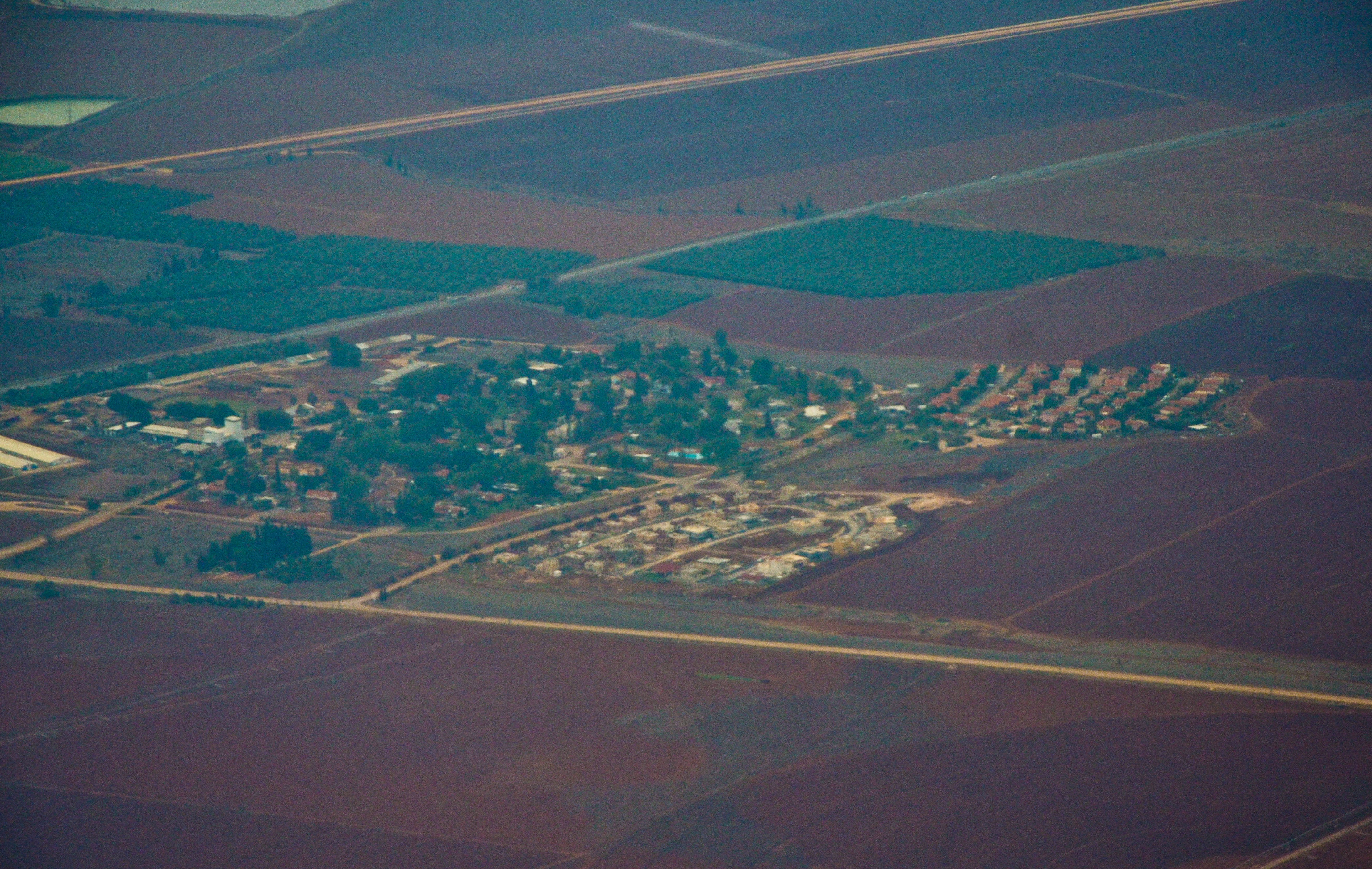
مستعمرة سدي ناحوم، 2014

لا يوجد مستعمرات إسرائيلية على أراضي القرية. وقد أُسست مستعمرة سدي ناحوم في سنة 1937 على بعد نحو 3 كيلومترات إلى الجنوب من الموقع، على أراض تابعة لمدينة بيسان. وأُقيمت مستعمرة بيت هاشيطه، في سنة 1935، على أراض تم شراؤها من قرية شطّه، التي تقع على بعد 4 كيلومترات غربي-جنوبي غربي الموقع.